# 巨蟹座EI
巨蟹座EI，又稱為G 9-38或 GJ 1116，此恆星系統是由兩顆位於巨蟹座的紅矮星組成。該系統相對較近，距太陽16.8光年。 該系統具有非常高的恆星耀斑活動，平均每小時有五次耀斑。
2015年，對系統中第三顆星的搜索沒有得出結論。